# Cyryl I (patriarcha Moskwy)
Cyryl (cs. Кирилл, Kiriłł), imię świeckie Władimir Michajłowicz Gundiajew, Владимир Михайлович Гундяев (ur. 20 listopada 1946 w Leningradzie) – rosyjski duchowny prawosławny, metropolita smoleński i królewiecki (kaliningradzki) w latach 1984–2009, szesnasty (de facto siedemnasty) patriarcha moskiewski i całej Rusi, sprawujący urząd od 2009.
Pochodzi z rodziny kapłana prawosławnego z Leningradu. Ukończył studia teologiczne na Leningradzkiej Akademii Duchownej. O wyborze przezeń stanu duchownego przeważyła znajomość z metropolitą leningradzkim i nowogrodzkim Nikodemem, przed którym w 1969 złożył wieczyste śluby mnisze. W tym samym roku przyjął kolejno święcenia diakońskie i kapłańskie. Od 1971 działał w Światowej Radzie Kościołów. Pięć lat później został wyświęcony na biskupa wyborskiego, wikariusza eparchii leningradzkiej, zaś w 1984 mianowano go na ordynariusza eparchii smoleńskiej i kaliningradzkiej. Od 1989 kierował Wydziałem Zewnętrznych Stosunków Cerkiewnych Rosyjskiego Kościoła Prawosławnego.
Na urząd patriarchy moskiewskiego i całej Rusi został wybrany przez Sobór Lokalny Rosyjskiego Kościoła Prawosławnego w dniu 27 stycznia 2009, zaś jego uroczysta intronizacja miała miejsce 1 lutego tego samego roku.
Autor publikacji książkowych, rozpraw i artykułów prasowych o tematyce teologicznej. Włada biegle trzema językami obcymi – angielskim, francuskim i niemieckim.

## Życiorys

### Dzieciństwo i młodość
Z pochodzenia jest Mordwinem. Urodził się w rodzinie głównego mechanika leningradzkiej fabryki maszyn im. Michaiła Kalinina, a następnie kapłana prawosławnego Michaiła Wasiliewicza Gundiajewa i Raisy Władimirowny, z zawodu nauczycielki języka niemieckiego. Duży wpływ na niego miała postać jego dziadka, również kapłana prawosławnego, Wasilija Stiepanowicza Gundiajewa, prześladowanego przez władze radzieckie m.in. za udział w zwalczaniu ruchu Żywej Cerkwi. Według wspomnień przyszłego patriarchy Wasilij Gundiajew, 47 razy zatrzymywany przez kolejne organy bezpieczeństwa wewnętrznego w ZSRR, łącznie spędził w obozach i miejscach odosobnienia prawie 30 lat (był więziony m.in. w łagrze w dawnym Monasterze Sołowieckim). Również Michaił Gundiajew, będąc w 1933 chórzystą w cerkwi Zaśnięcia Matki Bożej w Petersburgu, został zatrzymany przez GPU pod zarzutem działalności antyrządowej i groziła mu kara śmierci za rzekomy udział w spisku przeciwko Stalinowi. Wyświęcony na kapłana w 1947, służył w parafiach w Leningradzie: parafii Smoleńskiej Ikony Matki Bożej, Przemienienia Pańskiego, św. Aleksandra Newskiego i św. Mikołaja. Rodzina Gundiajewych zamieszkiwała w mieszkaniu komunalnym na Wyspie Wasylewskiej. Z powodu wysokich podatków nakładanych przez władze radzieckie na duchownych jej sytuacja materialna była zła.
Jako dziecko, a następnie nastolatek przyszły hierarcha nie należał do organizacji pionierów ani do Komsomołu. W szkole uzyskiwał wysokie wyniki, jak również z zamiłowaniem uprawiał sport. Po ukończeniu VII klasy szkoły średniej w 1962 podjął pracę jako technik-kartograf, łącząc zatrudnienie z dalszą nauką. Istnieje wersja, iż do podjęcia tejże decyzji został zmuszony z powodu konfliktów z nauczycielami, wywołanych jego nieprzystąpieniem do Komsomołu. Po ukończeniu szkoły średniej w 1965 wstąpił do Leningradzkiego Seminarium Duchownego. Przyszły patriarcha rozważał podjęcie studiów w zakresie nauk ścisłych (szczególnie interesowała go fizyka). Do rezygnacji z tych planów i podjęcia kształcenia w seminarium duchownym przekonał go metropolita leningradzki i nowogrodzki Nikodem, który też najprawdopodobniej umożliwił mu rozpoczęcie tegoż kształcenia bez wcześniejszego odbycia zasadniczej służby wojskowej.
3 kwietnia 1969 Władimir Gundiajew złożył śluby mnisze przed metropolitą leningradzkim i nowogrodzkim Nikodemem i przyjął imię zakonne Cyryl, na cześć św. Cyryla Oświeciciela Słowian. Cztery dni później został wyświęcony na hierodiakona, a 1 czerwca 1969 na hieromnicha. W tym czasie był już studentem Leningradzkiej Akademii Duchownej, którą w 1970 ukończył z wyróżnieniem.
Jego starszy brat Nikołaj (1940–2021) również był kapłanem prawosławnym, proboszczem parafii Przemienienia Pańskiego w Petersburgu oraz wykładowcą patrologii w Petersburskiej Akademii Duchownej. Natomiast jego młodsza siostra Jelena kieruje jako dyrektor prawosławnym gimnazjum w Petersburgu.

### Duchowny
Bezpośrednio po ukończeniu studiów został wykładowcą teologii dogmatycznej w Leningradzkiej Akademii Duchownej i seminarium duchownym w tym samym mieście oraz pomocnikiem inspektora szkół duchownych w Leningradzie. Pełnił również funkcję osobistego sekretarza metropolity leningradzkiego Nikodema i działał w młodzieżowej organizacji prawosławnej Syndesmos.
12 września 1971 otrzymał godność archimandryty. Według jego własnych wspomnień w czasie pracy duszpasterskiej w Leningradzie potajemnie ochrzcił wielu członków KPZR.
W 1971 wyjechał do Genewy, gdzie pełnił funkcję przedstawiciela Patriarchatu Moskiewskiego przy Światowej Radzie Kościołów w Genewie. W latach 1974–1984 był rektorem Leningradzkiej Duchownej Akademii i Seminarium. Z tytułem naukowym docenta pracował w katedrze patrologii Akademii. Stanowisko to łączył po 7 czerwca 1975 z obowiązkami przewodniczącego rady eparchialnej metropolii leningradzkiej. W grudniu tego samego roku został wybrany do komitetu wykonawczego Światowej Rady Kościołów. Pracował w jej komisji ds. relacji religii z władzą świecką. Ponadto od 1976 do 1984 zasiadał w komisji Patriarchatu Moskiewskiego ds. jedności chrześcijan, koordynującej zaangażowanie Cerkwi Rosyjskiej w ruchu ekumenicznym. Od 1972 towarzyszył patriarsze moskiewskiemu i całej Rusi Pimenowi w jego wizytach zagranicznych.

### Biskup

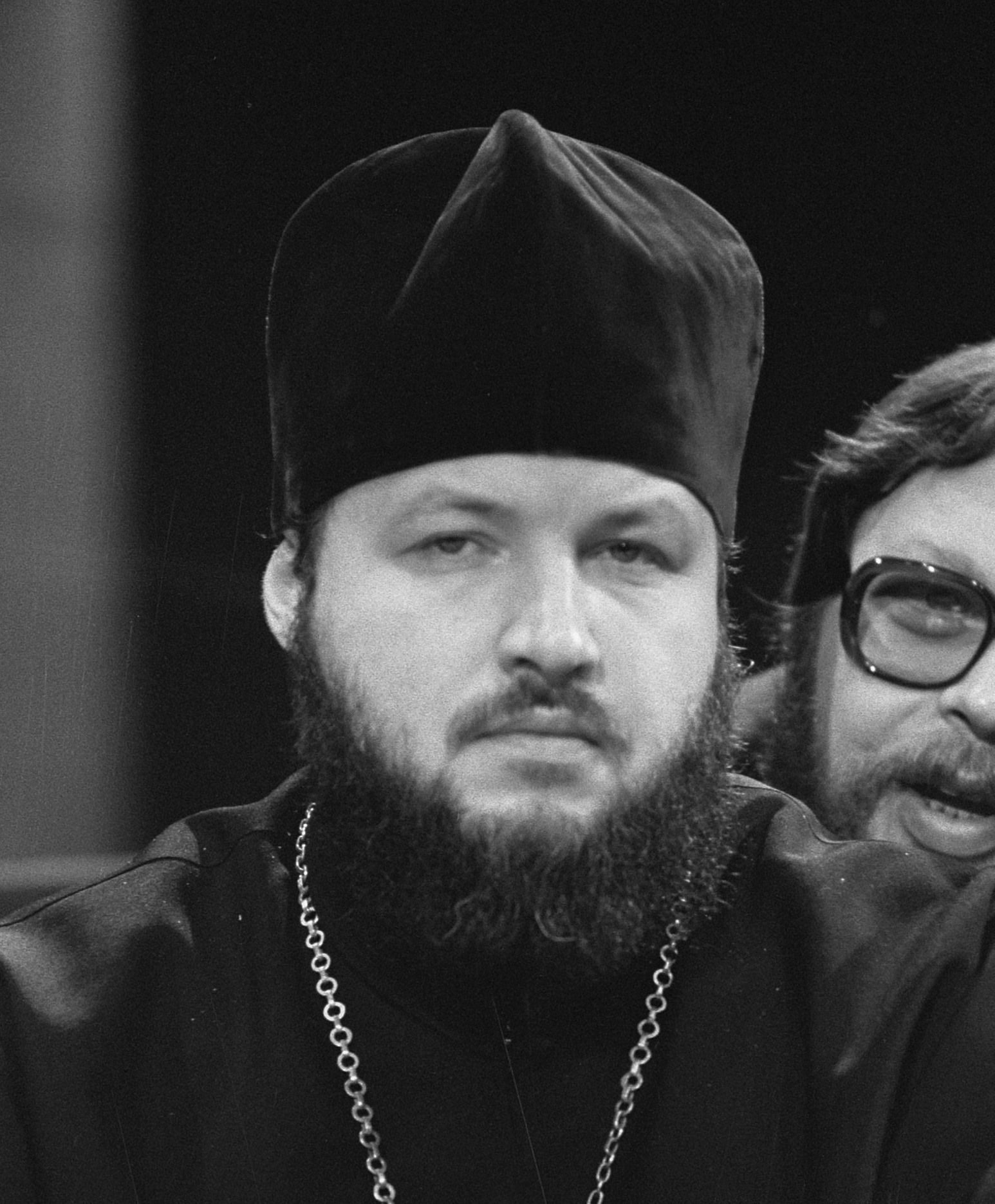
Cyryl jako biskup wyborski, 1981

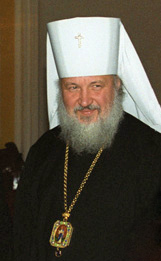
Cyryl (Gundiajew) jako metropolita smoleński i kaliningradzki

W 1976 został wyświęcony na biskupa wyborskiego, wikariusza eparchii leningradzkiej. W tym samym roku został zastępcą zwierzchnika Zachodnioeuropejskiego Egzarchatu Rosyjskiego Kościoła Prawosławnego, którą to funkcję pełnił do 1978. W 1977 otrzymał godność arcybiskupa. W latach 1984–1986 był arcybiskupem smoleńskim i wiaziemskim, a od 1988, po reorganizacji eparchii, arcybiskupem smoleńskim i kaliningradzkim. Od 1990 zarządza też prawosławnymi parafiami Patriarchatu Moskiewskiego w Finlandii. Od lat 80. prowadził działalność gospodarczą oficjalnie zarejestrowaną w spółdzielniach podległych eparchii smoleńskiej.
Od 1989 był przewodniczącym Wydziału Stosunków Zewnętrznych Patriarchatu Moskiewskiego i stałym członkiem Świętego Synodu. Od 1994 zasiadał w komisji teologicznej przy Świętym Synodzie Rosyjskiego Kościoła Prawosławnego, zaś od 1990 także w komisji biblijnej. Doprowadził do zjednoczenia Cerkwi w Rosji z Rosyjskim Kościołem Prawosławnym poza granicami Rosji (2007). W 1991 został podniesiony do godności metropolity. Od 1995 zasiadał w prezydenckiej Radzie ds. współdziałania ze wspólnotami religijnymi oraz w Komisji ds. nagród państwowych w dziedzinie literatury i sztuki. Następnie od 2003 współprzewodniczył Grupie Roboczej ds. współpracy między Rosyjską Cerkwią Prawosławną i Ministerstwem Spraw Zagranicznych. Uczestniczył w opracowywaniu projektów ustaw o wolności wyznania (1990) oraz o wolności sumienia i o związkach wyznaniowych (1997).
Szczególnym obszarem jego zaangażowania pozostawały relacje między autokefalicznymi Kościołami prawosławnymi oraz ruch ekumeniczny (w szczególności z Kościołem katolickim). Cyryl (Gundiajew) uczestniczył w konsultacjach teologicznych poprzedzających zwołanie soboru panprawosławnego. Wielokrotnie reprezentował Patriarchat Moskiewski w czasie pielgrzymek i wizyt zagranicznych. W kwietniu 2005 reprezentował Rosyjski Kościół Prawosławny na pogrzebie papieża Jana Pawła II i na inauguracji jego następcy Benedykta XVI. W latach 90. XX wieku i w pierwszych latach XXI stulecia brał udział w rozmowach między Rosyjskim Kościołem Prawosławnym a Patriarchatem Konstantynopolitańskim dotyczących sytuacji jurysdykcyjnej Kościoła prawosławnego w Estonii oraz w rozmowach z Rumuńskim Kościołem Prawosławnym dotyczących organizacji Kościoła w Mołdawii.
W 1996 wyszedł na jaw udział metropolity Cyryla w obrocie wyrobami tytoniowymi, wwożonymi do Rosji bez cła i składowanymi w Monasterze Daniłowskim, siedzibie Wydziału Zewnętrznych Stosunków Cerkiewnych. Handel tytoniem przez duchowieństwo prawosławne pod kierownictwem Cyryla przynosił Kościołowi zysk liczony w milionach dolarów, w 1996 stanowił on 10% całego handlu tytoniem w kraju. Patriarchat Moskiewski oficjalnie twierdził, iż zyski z obrotu tytoniem przeznaczane były na pomoc humanitarną oraz odbudowę obiektów należących do Cerkwi zniszczonych w epoce ZSRR, jednak pod adresem Cyryla były zarzuty osobistego przejęcia co najmniej części zysków. Metropolita i inni hierarchowie Kościoła Rosyjskiego zajmowali się również handlem ropą naftową. Praktyki te były legalne i tolerowane przez państwo. W 2012 przedstawiciele Patriarchatu Moskiewskiego całkowicie zaprzeczyli udziałowi Cyryla w nadzorowaniu działalności ekonomicznej Cerkwi. Udział Cyryla w obrocie wyrobami tytoniowymi sprawił, że w mediach bywa on nazywany tytoniowym.
Zdaniem publicysty O. Władimirowa polityka metropolity Cyryla jako przewodniczącego Wydziału Zewnętrznych Stosunków Cerkiewnych przyczyniła się do konfliktu między Patriarchatem Moskiewskim a Konstantynopolitańskim w Estonii, jak również do pogorszenia relacji z prawosławnymi patriarchatami starożytnymi oraz wybuchu wewnętrznego konfliktu w eparchii suroskiej na terytorium Wielkiej Brytanii. Ten sam autor jest zdania, iż w okresie kierowania przez Cyryla Wydziałem Zewnętrznym doszło do znaczącego pogorszenia relacji między Patriarchatem Moskiewskim a Kościołami Rumuńskim, Bułgarskim, Serbskim i Greckim. Inni publicyści podkreślają, iż w tymże okresie Rosyjski Kościół Prawosławny założył szereg parafii w krajach, w których nie był do tej pory obecny. Cyryl (Gundiajew) doprowadził również do pozostania Rosyjskiego Kościoła Prawosławnego w Światowej Radzie Kościołów, przeciwko czemu opowiadała się konserwatywna część episkopatu. W 2008 metropolita Cyryl dokonał w Hawanie poświęcenia cerkwi Kazańskiej Ikony Matki Bożej. W związku z organizacją jej budowy duchowny spotykał się z Raulem i Fidelem Castro, który następnie twierdził, iż hierarcha jest jego sojusznikiem w poglądach dotyczących „amerykańskiego imperializmu”.
Jako metropolita był współautorem dokumentów Podstawy koncepcji społecznej Rosyjskiego Kościoła Prawosławnego oraz Podstawy nauki Rosyjskiego Kościoła Prawosławnego o godności, wolności i prawach człowieka, które pozostają wykładnią oficjalnego stanowiska Cerkwi Rosyjskiej w kwestiach społecznych.
Po 2003, w czasie przedłużającej się choroby patriarchy Aleksego II pozycja metropolity Cyryla w wyższej hierarchii cerkiewnej znacznie wzrosła. Duchowni uważani za jego konkurentów do ewentualnego objęcia w przyszłości tronu patriarszego (m.in. metropolici Sergiusz (Fomin) i Metody (Niemcow)) zostali przeniesieni na mniej prestiżowe katedry biskupie, natomiast wysokie godności przejęli współpracujący z nim duchowni. Cyryl utrzymywał bliskie kontakty z władzami rosyjskimi. Jego relacje z nimi uległy przejściowemu ochłodzeniu w 2005, by następnie poprawić się ponownie.

#### Współpraca z KGB
Cyryl (Gundiajew) był wielokrotnie oskarżany o współpracę z KGB w charakterze agenta o pseudonimie Michajłow. W ocenie Feliksa Corleya, badacza archiwów radzieckich służb specjalnych, objęcie wysokiej godności w hierarchii cerkiewnej bez podjęcia współpracy z KGB nie byłoby dlań możliwe. Jako moment przypuszczalnego werbunku duchownego podaje się rok 1970 i jego pierwszy wyjazd zagraniczny (w ramach organizacji Syndesmos hieromnich Cyryl udał się razem z metropolitą leningradzkim Nikodemem do Pragi).

### Patriarcha

#### Wybór na patriarchę

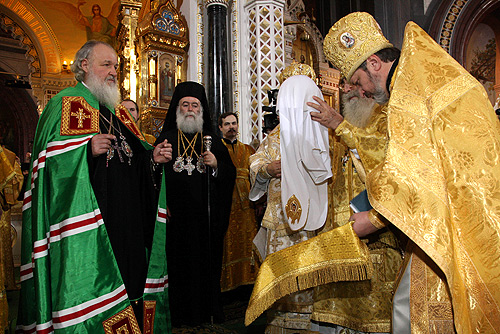
Intronizacja metropolity Cyryla na tron patriarszy, 1 lutego 2009

Po śmierci patriarchy moskiewskiego i całej Rusi Aleksego II w grudniu 2008 pełnił funkcję strażnika patriarszego tronu, czyli tymczasowej głowy rosyjskiej Cerkwi. Na pogrzebie patriarchy Aleksego II wygłosił oficjalną mowę w imieniu Kościoła.
25 stycznia 2009 biskupi Rosyjskiego Kościoła Prawosławnego dokonali wyboru trzech kandydatów na tron patriarszy. Najwięcej głosów uzyskał metropolita smoleński i kaliningradzki Cyryl (97 wskazań), drugie miejsce zajął metropolita kałuski i borowski Klemens (32 głosy), zaś trzecie – metropolita miński i słucki, egzarcha Białorusi Filaret (16 głosów).
27 stycznia 2009 w głosowaniu wszystkich delegatów na Sobór Lokalny Rosyjskiego Kościoła Prawosławnego metropolita Cyryl uzyskał poparcie 508 z 701 delegatów (z czego 677 oddało ważny głos). Na jego jedynego kontrkandydata, metropolitę Klemensa (metropolita Filaret zrezygnował z kandydowania), głosowało 169 uczestników Soboru. 1 lutego 2009 w moskiewskim Soborze Chrystusa Zbawiciela odbyła się uroczysta intronizacja nowego patriarchy. Wzięli w niej udział delegaci wszystkich autokefalicznych Kościołów prawosławnych, w tym czterech spośród ich zwierzchników: patriarcha Aleksandrii Teodor, metropolita Tirany Anastazy, metropolita warszawski i całej Polski Sawa oraz metropolita Czech i Słowacji Krzysztof.

#### Działalność w okresie sprawowania urzędu

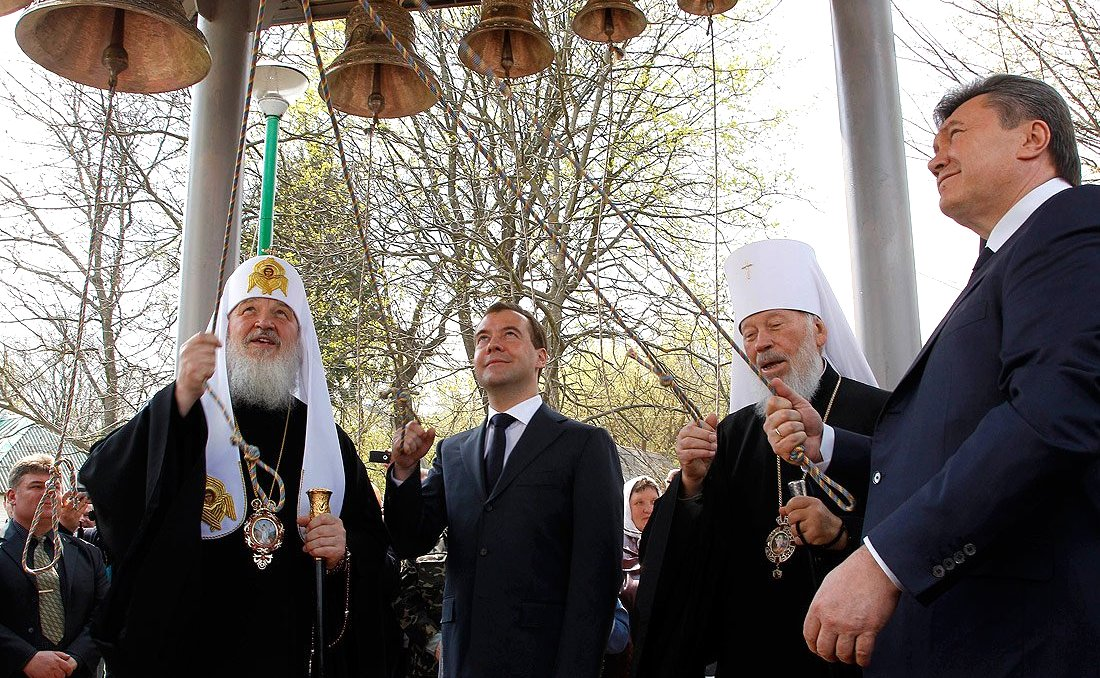
Patriarcha Cyryl, metropolita kijowski i całej Ukrainy Włodzimierz oraz prezydenci Rosji i Ukrainy w czasie uroczystości upamiętniających katastrofę w Czarnobylu, maj 2011

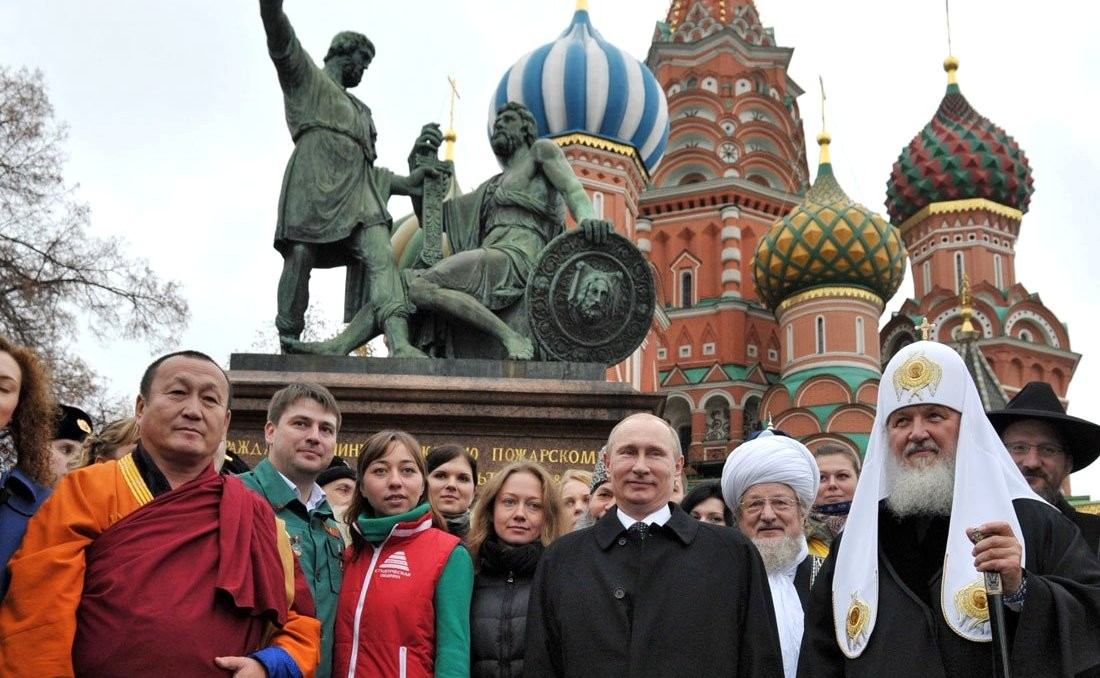
Patriarcha Cyryl i inni rosyjscy przywódcy religijni w czasie obchodów Dnia Jedności Narodowej w Rosji, 2012

Po objęciu urzędu patriarchy moskiewskiego i całej Rusi przez Cyryla w Rosyjskim Kościele Prawosławnym doszło do znacznych zmian organizacyjnych. W 2009 i 2010 powstały nowe agendy Kościoła: wydziały ds. relacji ze społeczeństwem, ds. kozactwa, ds. służby kapelanów w więzieniach, Patriarsza Rada Kultury oraz zarząd gospodarczo-finansowy. Doprecyzowane zostały kompetencje Wydziału Zewnętrznych Stosunków Cerkiewnych oraz wydziału zajmującego się działalnością charytatywną. W 2011 powstała również Wyższa Rada Cerkiewna, odgrywająca rolę organu zarządzającego Kościołem między posiedzeniami Świętego Synodu.
Prowadzi cotygodniowy program Słowo pasterza. Odbył wizyty duszpasterskie do większości eparchii Kościoła, w tym tych położonych poza Rosją europejską (Syberia, Sachalin). Za swoje pierwszoplanowe zadanie uważa kontynuowanie aktywności poprzednika, Aleksego II, w zakresie odbudowy zniszczonych w ZSRR świątyń i reaktywowania parafii. Uzyskał m.in. zgodę władz Moskwy na budowę 200 nowych cerkwi w Moskwie.
Patriarcha w szczególny sposób interesował się sytuacją Rosyjskiego Kościoła Prawosławnego na Ukrainie, dokąd udawał się znacznie częściej, niż jego poprzednik na urzędzie. Zdaniem A. Zołotowa, publicysty specjalizującego się w tematyce religijnej, w Patriarchacie Moskiewskim rozważany jest projekt przyjęcia przez Cyryla tytułu patriarchy moskiewskiego i kijowskiego oraz podwójnego obywatelstwa: rosyjskiego i ukraińskiego. W czasie wizyt na Ukrainie patriarcha propagował popieraną przez siebie koncepcję Świętej Rusi. W podobnym duchu wypowiadał się w czasie oficjalnej wizyty na Białorusi w 2009. Od momentu wyboru na patriarchę przewodniczy Wszechświatowemu Rosyjskiemu Soborowi Narodowemu – funkcję tę przejął po zmarłym Aleksym II.
Patriarcha ostrzegał przed wybuchem zamieszek na tle etnicznym w Rosji, czy wręcz rozpadem kraju z tego powodu. Opowiadał się za koniecznością wspólnej walki Kościoła i państwa z radykalnie prawicowymi ugrupowaniami. Brał udział w obchodach rocznic zakończenia II wojny światowej i wzywał jej weteranów do propagowania wiedzy o niej wśród młodzieży.
W 2010 Rosyjski Instytut Biograficzny ogłosił patriarchę człowiekiem roku w Rosji w kategorii „religia”, uzasadniając tę decyzję jego „ogromnym wkładem w duchowe odrodzenie Rosji”.
W styczniu 2011 personalia aktualnego patriarchy moskiewskiego i całej Rusi były znane 70% Rosjan. 25% respondentów stwierdziło, iż odczuwa wobec hierarchy zaufanie, 23% zadeklarowało, iż budzi on w nich nadzieję, 11% – podziw. Ponadto 68% wyraziło poparcie dla polityki Kościoła pod kierownictwem Cyryla.
29 lipca 2011, po powrocie z wizyty na Ukrainie, patriarcha trafił do szpitala, oficjalnie z powodu choroby wirusowej. 5 sierpnia przedstawiciel Kościoła poinformował o poprawie stanu zdrowia duchownego. Dzień później w rosyjskim portalu Credo pojawiły się doniesienia o przejściu przez Cyryla zawału serca. Informacja ta nie została oficjalnie potwierdzona. Jednak jeszcze 10 sierpnia 2011, cztery dni po opuszczeniu szpitala, hierarcha nie odprawiał Świętej Liturgii niedzielnej, co jest dopuszczalne dla biskupa jedynie w wypadku bardzo złego stanu zdrowia.
7 stycznia 2012, w oficjalnym wywiadzie z okazji Bożego Narodzenia, wezwał rząd rosyjski do podjęcia dialogu z uczestnikami protestu, domagającymi się przeprowadzenia uczciwych wyborów. Podkreślił, że Rosji nie stać na wybuch kolejnej rewolucji. 8 lutego, na spotkaniu premiera z przedstawicielami tradycyjnych religii rosyjskich, stwierdził, że Władimir Putin jest najpoważniejszym kandydatem na prezydenta Federacji Rosyjskiej. Podziękował również Putinowi za jego udział w rozwiązaniu kryzysu politycznego w latach 90. XX wieku.
26 marca 2012 patriarcha zdecydowanie skrytykował happening grupy punkowej Pussy Riot w soborze Chrystusa Zbawiciela, nazywając go diabelską intrygą. Przedstawiciele Rosyjskiego Kościoła Prawosławnego domagali się surowego ukarania członkiń zespołu.

##### Zmiany w strukturze administracyjnej Kościoła
W czasie sprawowania urzędu patriarchy moskiewskiego przez Cyryla wprowadzone zostały istotne zmiany w strukturze administracyjnej Kościoła. 27 lipca 2011 Święty Synod Kościoła erygował Środkowoazjatycki Okręg Metropolitalny, reorganizując struktury Kościoła w Tadżykistanie, Uzbekistanie, Kirgistanie i Turkmenistanie. Z kolei 6 października 2011 na wniosek patriarchy Synod wprowadził w Rosyjskim Kościele Prawosławnym instytucję metropolii – struktury skupiającej w luźnym związku kilka sąsiadujących ze sobą eparchii. W pierwszej kolejności powstały metropolie jekaterynburska, krasnojarska, mordowska, nadmorska, dońska, orenburska, riazańska, nadamurska, saratowska oraz irkucka, następnie również archangielska, baszkortotańska, nowogrodzka, nowosybirska, tulska, twerska, wołgogradzka, niżnonowogrodzka, jarosławska, samarska, omska, tatarstańska, biełgorodzka, iwanowska, stawropolska, symbirska, kurska, czelabińska, penzeńska, kuzbaska, czuwaska, wiacka, tambowska, petersburska, kubańska, astrachańska, tomska, karelska, lipiecka, briańska, włodzimierska, kałuska, murmańska, tobolska, udmurcka, woroneska, permska, orłowska, mińska (w Egzarchacie Białoruskim), wołogodzka, chanty-mansyjska, pskowska, zabajkalska, ałtajska, buriacka, kurgańska, smoleńska, kaliningradzka, kostromska, marijska i moskiewska. Powstał również szereg nowych eparchii (także na Białorusi), co patriarcha uzasadniał większą skutecznością pracy duszpasterskiej biskupów w mniejszych administraturach.

##### Dialog z innymi Kościołami prawosławnymi

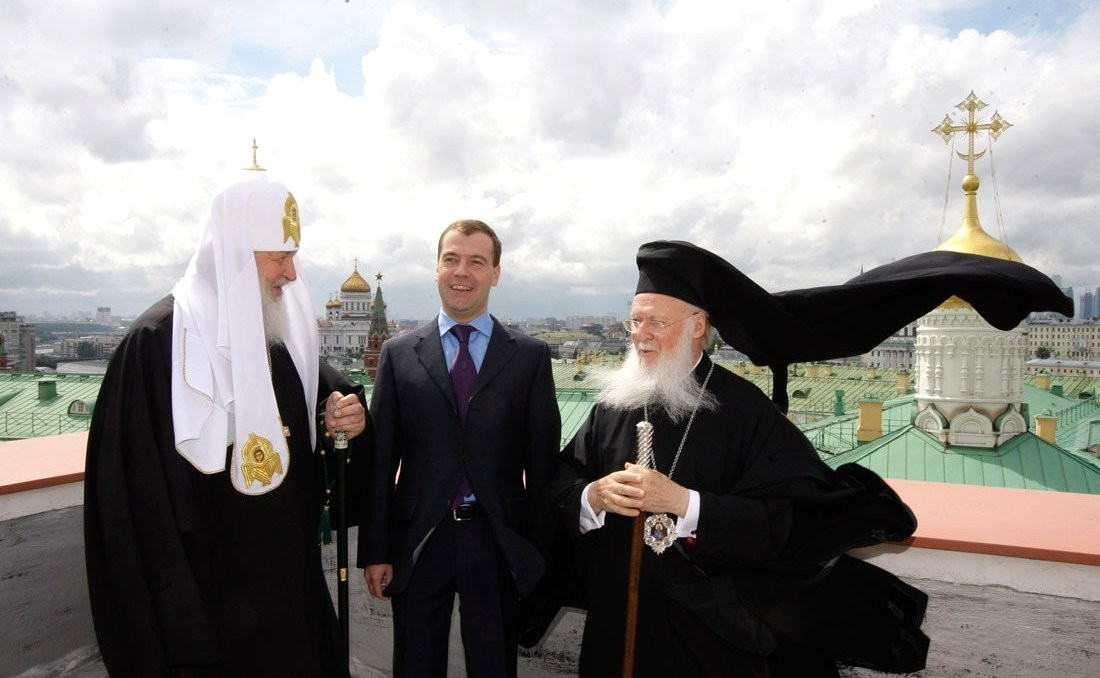
Patriarcha Cyryl z prezydentem Rosji Dmitrijem Miedwiediewem oraz patriarchą Konstantynopola Bartłomiejem w czasie wizyty tego ostatniego w Patriarchacie Moskiewskim, maj 2010

Patriarcha Cyryl bezpośrednio po objęciu urzędu zadeklarował chęć prowadzenia bliskiej współpracy z innymi autokefalicznymi Kościołami prawosławnymi. Pierwszą wizytę zagraniczną odbył w lipcu 2009 w Patriarchacie Konstantynopolitańskim.
Wspólnie z patriarchą-katolikosem całej Gruzji Eliaszem II patriarcha Cyryl działał na rzecz poprawy stosunków gruzińsko-rosyjskich. Działania Kościołów na tym polu określił jako znacznie przyczyniające się do odbudowy dobrych relacji między wymienionymi narodami. Podkreślał, że sporne terytoria Abchazji i Osetii pod względem przynależności eklezjalnej jednoznacznie stanowią część Patriarchatu Gruzińskiego.
W maju 2010 w Rosji przebywał z oficjalną wizytą patriarcha konstantynopolitański Bartłomiej I. Obydwaj patriarchowie skomentowali następnie spotkanie jako owocne, zaś relacje między Kościołami jako rozwijające się pozytywnie. W listopadzie 2011 w Moskwie odbyło się spotkanie delegatów siedmiu Kościołów autokefalicznych: oprócz Cerkwi Rosyjskiej także Gruzińskiego Kościoła Prawosławnego, Polskiego Autokefalicznego Kościoła Prawosławnego, Kościoła Prawosławnego Czech i Słowacji, Patriarchatu Antiochii, Patriarchatu Rumunii i Patriarchatu Bułgarii. Reprezentanci wymienionych Kościołów, którzy przybyli do Moskwy na uroczystości 65. urodzin patriarchy Cyryla, omawiali na spotkaniu zagadnienia związane ze współpracą autokefalicznych Kościołów prawosławnych, działalnością społeczną i misyjną, jak również wyrazili solidarność z prześladowanymi chrześcijanami. Zdaniem A. Czerniajewa działania Cyryla jako patriarchy przypominają aktywność patriarchy moskiewskiego Nikona, dążącego do uczynienia Moskwy centrum światowego prawosławia.
W październiku 2018 r. kierowany przez Cyryla Święty Synod ogłosił zerwanie przez Cerkiew rosyjską jedności eucharystycznej z Patriarchatem Konstantynopolitańskim z powodu zaangażowania tegoż patriarchatu w tworzenie autokefalicznej Cerkwi na Ukrainie, niezależnej od Ukraińskiego Kościoła Prawosławnego Patriarchatu Moskiewskiego. W lutym 2019 r. Rosyjski Kościół Prawosławny ogłosił również zerwanie łączności eucharystycznej ze zwierzchnikiem Kościoła Grecji arcybiskupem Hieronimem, który wypowiadał się za uznaniem Kościoła Prawosławnego Ukrainy za kanoniczny i prowadził korespondencję z jego zwierzchnikiem. W grudniu 2019 r. Cerkiew rosyjska zerwała również jedność eucharystyczną z Patriarchatem Aleksandrii, także z powodu uznania przez niego kanoniczności Kościoła Prawosławnego Ukrainy.

###### Wizyty zagraniczne
Jako patriarcha Cyryl I odbył następujące wizyty:
- w Patriarchacie Konstantynopolitańskim (2009)[76]
- w Patriarchacie Antiocheńskim (2011)[77]
- w Patriarchacie Jerozolimskim (2012)[78]
- w Bułgarskim Kościele Prawosławnym (2012)[79]
- w Cypryjskim Kościele Prawosławnym (2012)[80]
- w Polskim Autokefalicznym Kościele Prawosławnym (2012)[81]
- w Chinach (spotkanie z wiernymi Chińskiego Kościoła Prawosławnego oraz z przedstawicielami rządu Chińskiej Republiki Ludowej; 2013)[82]
- w Serbskim Kościele Prawosławnym (2014)[83]
- na Kubie, w Paragwaju i Brazylii (2016)[84]
- w Wielkiej Brytanii (uczestnictwo w obchodach 300-lecia obecności rosyjskiego prawosławia na Wyspach Brytyjskich; 2016)[85]
- we Francji i Szwajcarii (2016)[86]
- w Kirgistanie (2017)[87]
- w Uzbekistanie (2017)[88]
- w Rumuńskim Kościele Prawosławnym (2017)[89]
- w Bułgarskim Kościele Prawosławnym (2018)[90]
- w Albańskim Kościele Prawosławnym (2018)[91]
- w Patriarchacie Konstantynopolitańskim (2018)[92]
- na Białorusi (2018)[93]
- we Francji (2019)[94]
- w Azerbejdżanie (2019)[95]
- w Jordanii (2020)[96]

#### Działalność zagraniczna

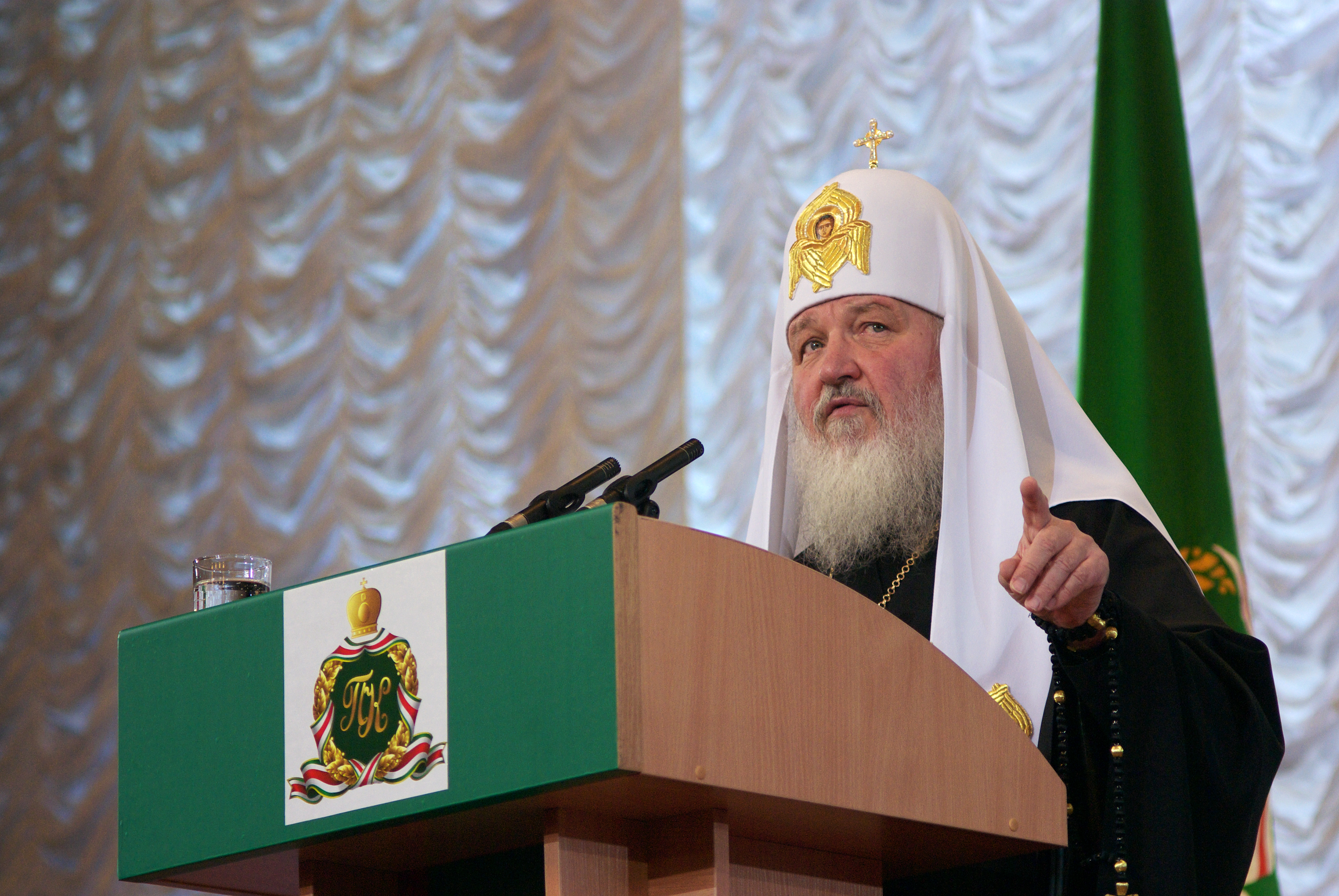
Patriarcha Cyryl w czasie wizyty na Białorusi, 2009

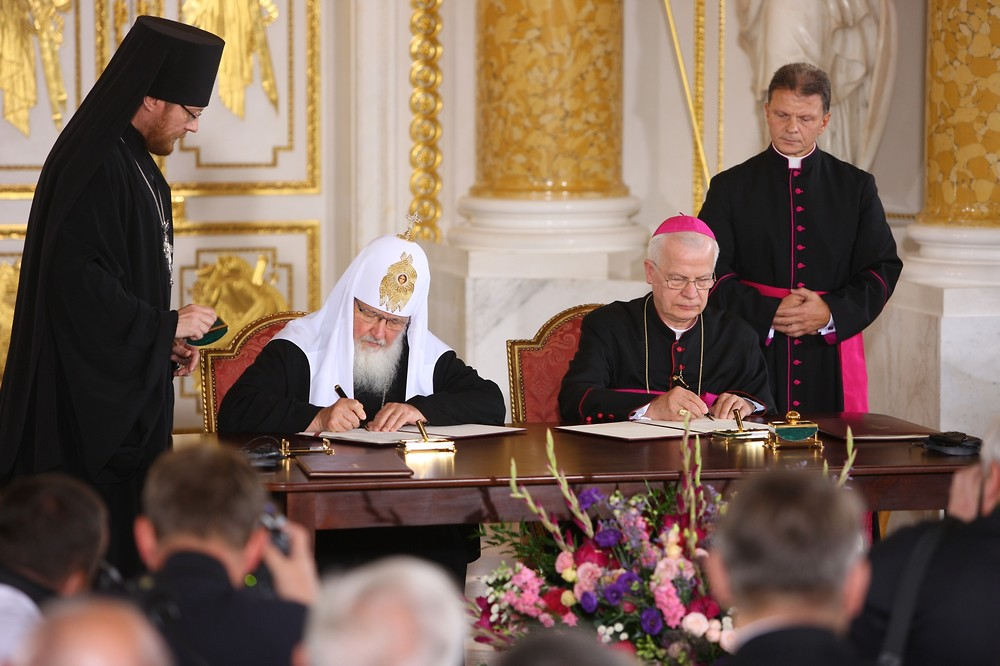
Podpisanie wspólnego przesłania do narodów Polski i Rosji na Zamku Królewskim w Warszawie (2012)

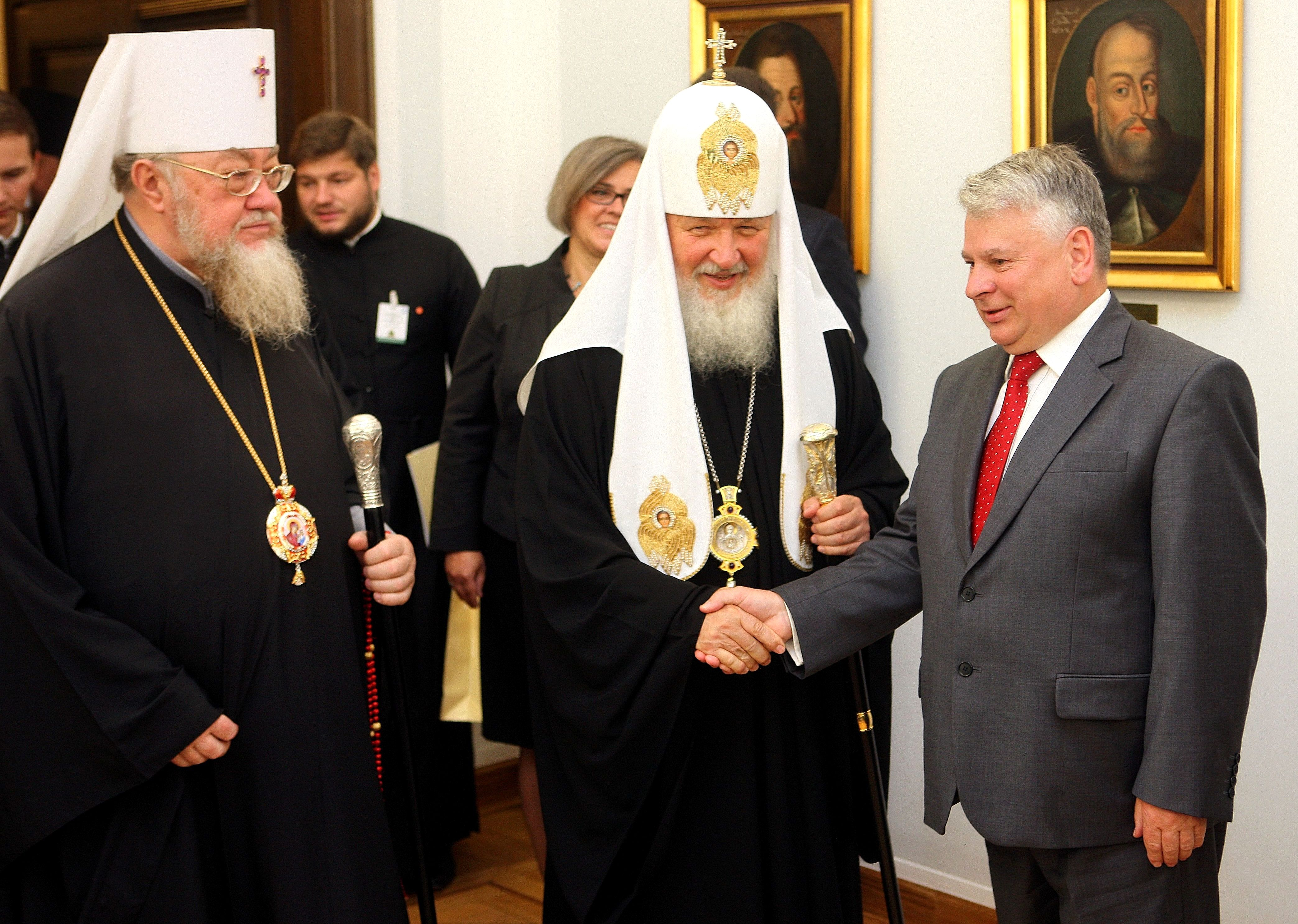
Z metropolitą Sawą podczas spotkania z Bogdanem Borusewiczem w Senacie (2012)

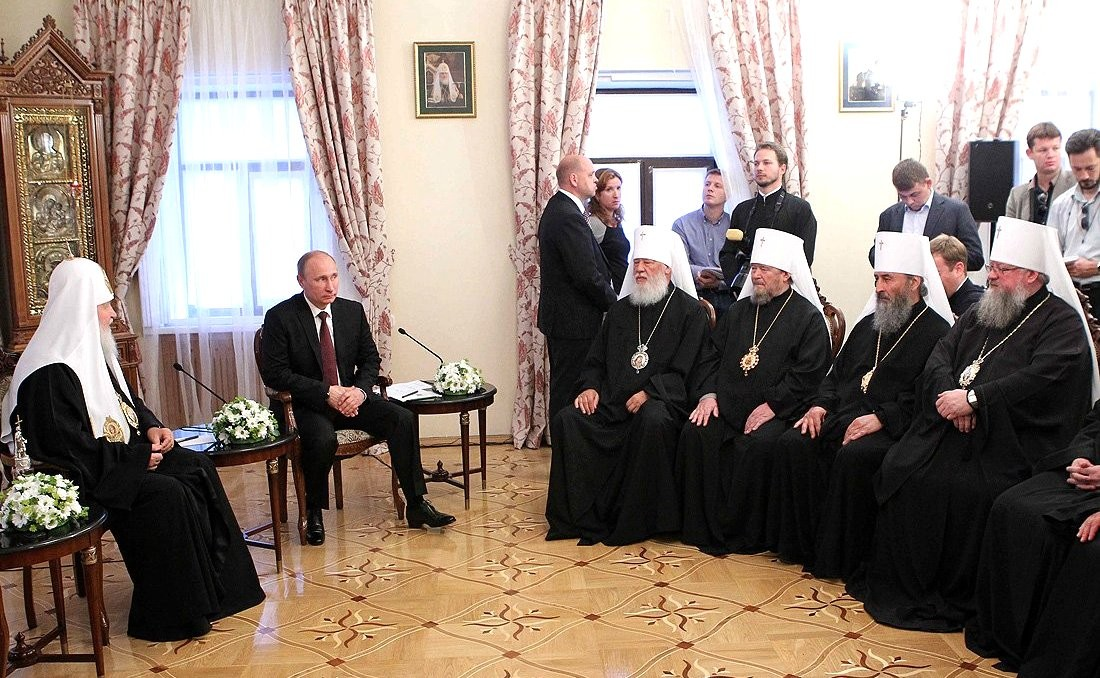
Spotkanie prezydenta Rosji Władimira Putina oraz patriarchy Cyryla ze Świętym Synodem Ukraińskiego Kościoła Prawosławnego Patriarchatu Moskiewskiego w czasie obchodów 1025. rocznicy chrztu Rusi

Patriarcha Cyryl opowiadał się za bliższą współpracą między kierowanym przez siebie Kościołem a Komisją Europejską. Równocześnie porównywał sytuację w Europie Zachodniej do czasów wojującego ateizmu w Związku Radzieckim, twierdząc, iż współczesna cywilizacja zachodnia w podobny sposób usiłuje usunąć religię z życia publicznego.
Wielokrotnie wyrażał swój niepokój w kwestii sytuacji chrześcijan na Bliskim Wschodzie, protestował przeciwko prześladowaniom chrześcijan w Egipcie. Wzywał prawosławnych do aktywnego udziału w rozwiązywaniu konfliktów społecznych w regionie. 23 marca 2011 spotkał się w Moskwie z Mahmudem Abbasem, prezydentem Autonomii Palestyńskiej.
Apelował o zjednoczenie Cypru.
W czerwcu 2010, w czasie modlitwy w Katyniu, wezwał narody polski i rosyjski do pojednania.
We wrześniu 2010 patriarcha Cyryl przesłał pozdrowienia władzom nieuznawanej przez społeczność międzynarodową Republiki Południowej Osetii. W grudniu 2010 pogratulował Alaksandrowi Łukaszence zwycięstwa w wyborach prezydenckich, uznanych przez obserwatorów OBWE za sfałszowane. Zaapelował również do niego o kontynuację polityki „braterskich relacji” z Rosją. W czerwcu 2011 wyraził pogląd, iż w świecie powinno istnieć więcej ośrodków władzy politycznej i ekonomicznej niż jeden, jak również stwierdził, iż jednym z takich ośrodków powinna stać się Rosja.
W styczniu 2012 patriarcha zapowiedział zorganizowanie przez Rosyjski Kościół Prawosławny pomocy dla najbardziej potrzebujących mieszkańców dotkniętej kryzysem Grecji.
17 sierpnia 2012 Cyryl oraz przewodniczący Konferencji Episkopatu Polski arcybiskup Józef Michalik podpisali na Zamku Królewskim w Warszawie przesłanie Kościołów prawosławnego i katolickiego, wzywające do pojednania polsko-rosyjskiego.
W lipcu 2013 Cyryl uczestniczył w wielodniowych uroczystościach 1025. rocznicy chrztu Rusi Kijowskiej, który odbywały się kolejno w Moskwie, Kijowie i Mińsku, z udziałem prezydentów Rosji, Ukrainy i Białorusi oraz przedstawicieli większości autokefalicznych Kościołów prawosławnych, w tym ośmiu zwierzchników lokalnych Cerkwi. W ich ramach patriarcha moskiewski i całej Rusi współcelebrował Świętą Liturgię w moskiewskim soborze Chrystusa Zbawiciela oraz na miejscu pierwszej znanej ze źródeł pisanych cerkwi w Mińsku, w Kijowie na Górce św. Włodzimierza odprawił molebień razem z metropolitą kijowskim i całej Ukrainy Włodzimierzem. W ocenie analityków Patriarchat Moskiewski wykorzystywał rocznicę chrztu Rusi, by umocnić swoje wpływy na obszarze, gdzie dominują prawosławie, język i kultura rosyjska, jak również podkreślić, że jest jedynym kontynuatorem tradycji chrześcijańskich na wschodniej Słowiańszczyźnie. Pod tym względem interesy Rosyjskiego Kościoła Prawosławnego są tożsame z dążeniami rządu rosyjskiego.
Wzywał prezydenta USA Baracka Obamę do wycofania się z planów interwencji militarnej w ogarniętej wojną domową Syrii we wrześniu 2013, twierdząc, że pogorszy ona jeszcze sytuację obywateli kraju. W 2015, po tym, gdy swoją obecność wojskową w Syrii zwiększyła Rosja, wyrażał natomiast nadzieję, że dzięki temu wojna domowa w Syrii zostanie zakończona, a na Bliskim Wschodzie nastanie pokój.

##### Wobec kryzysu na Ukrainie
Patriarcha Cyryl długo nie komentował protestów na Ukrainie na przełomie lat 2013/2014. Dopiero w lutym 2014 patriarcha Cyryl oficjalnie modlił się o pokój na Ukrainie i konsolidację jej społeczeństwa, jak również w intencji ofiar zamieszek w Kijowie. Modlitwy takie polecił odprawić we wszystkich cerkwiach Patriarchatu Moskiewskiego w dniu 23 lutego 2014. Równocześnie ostrzegał przed politycznym zaangażowaniem Cerkwi i odradzał duchowieństwu udział w protestach.
W toku kryzysu krymskiego, odpowiadając na apel locum tenens metropolii kijowskiej metropolity Onufrego, zapewniał, iż podejmie wszelkie środki, by na Ukrainie nie doszło do rozlewu krwi i śmierci osób cywilnych. Stwierdził, że naród ukraiński powinien sam zdecydować o swojej przyszłości. Odnosząc się natomiast do problemów wyznaniowych (podział w Cerkwi prawosławnej), zaznaczał, że mogą być one rozwiązywane jedynie w zgodzie z prawem kanonicznym. 18 marca 2014 nie wziął udziału w uroczystości przyjęcia Krymu w poczet podmiotów Federacji Rosyjskiej, ale wbrew oczekiwaniom hierarchii Ukraińskiego Kościoła Prawosławnego Patriarchatu Moskiewskiego nie skrytykował jednoznacznie zmiany granic.
Gdy konflikt na Ukrainie wschodniej zaostrzył się, patriarcha nadal podkreślał neutralność stanowiska Cerkwi prawosławnej i wzywał do pogodzenia się walczących stron. Równocześnie w lipcu 2014 zaprzeczał, jakoby Rosja była w konflikcie agresorem i podziękował Władimirowi Putinowi za formułowanie idei, które „łączą ludzi”.

##### Po inwazji na Ukrainę w 2022 r.
Podczas rozpoczętej przez prezydenta Władimira Putina agresji militarnej wobec Ukrainy, trwającej od 24 lutego 2022 r., Cyryl w swoich wypowiedziach popierał działania wojenne władz Rosji, nazywając je „jedynym słusznym wyborem”. 3 kwietnia 2022 r. Cyryl podtrzymał swoje stanowisko, oświadczając, że wojna między Rosjanami a Ukraińcami została sprowokowana przez ingerencję Zachodu w sprawy „Świętej Rusi”. Stwierdził też, że działania Rosji mają charakter obrony swojej ojczyzny. Rosyjski Kościół Prawosławny i jego zwierzchnik poparli wojnę i działania Władimira Putina, chociaż prowadziło to do konfliktu Cerkwi rosyjskiej z innymi autokefalicznymi Kościołami prawosławnymi, występującymi przeciwko agresji na Ukrainę.  

## Poglądy

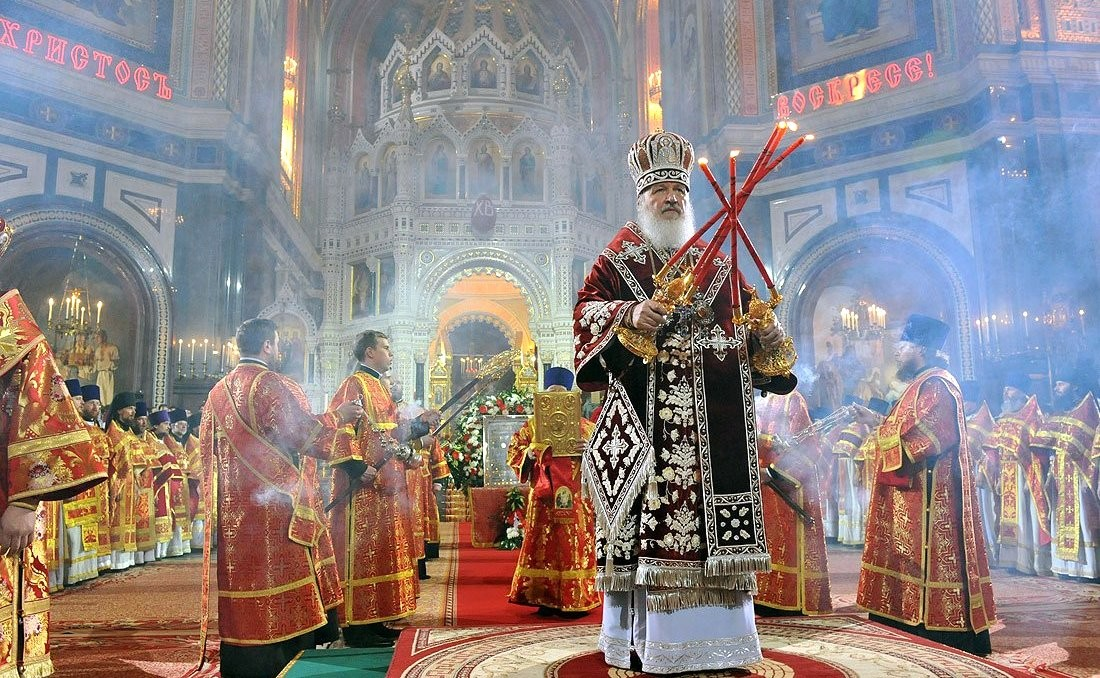
Patriarcha Cyryl podczas nabożeństwa wielkanocnego w Soborze Chrystusa Zbawiciela w Moskwie

W 2009, na krótko przed wyborem na urząd patriarchy, Cyryl (Gundiajew) stwierdził, iż jest przeciwnikiem reform w Kościele, który ze swojej definicji jest konserwatywny, ma bowiem zachowywać w niezmiennej postaci wiarę i Tradycję Apostolską. Nawiązując do wielkich ruchów reformatorskich w historii Rosyjskiego Kościoła Prawosławnego – reform patriarchy moskiewskiego Nikona oraz Żywej Cerkwi – stwierdził, iż przyniosły one jedynie podziały wśród duchowieństwa i wiernych. Zdaniem hierarchy zmiany w Kościołach zachodzą naturalnie i stopniowo. Przed soborem lokalnym, który wybrał go na patriarchę, miał opinię modernisty, duchownego prozachodniego i reformatora Kościoła. W związku z tym w ocenie A. Czerniajewa jego konserwatywna retoryka w okresie poprzedzającym wybory nie była autentyczna. Ten sam autor uważa jednak Cyryla za zwolennika administracyjnych, autorytarnych metod zarządzania Kościołem i naśladowcę scentralizowanego modelu organizacji kościelnej znanego mu z Kościoła katolickiego. W jego ocenie w tym duchu utrzymane były wprowadzone przez patriarchę zmiany w organizacji Cerkwi, jakich dokonał po 2009. Przeciwną ocenę działań Cyryla na tym polu przedstawił Eugeniusz Czykwin, który podkreśla, iż w okresie sprawowania urzędu przez patriarchę praktyką poprzedzającą decyzje Soboru Biskupów stały się dyskusje na forum Międzysoborowego Zgromadzenia, w którym na równi z duchowieństwem zasiadają delegaci świeccy.
W 2011 duchowny wyraził pogląd, iż koncepcja multikulturalizmu okazała się niemożliwa do realizacji. Jako alternatywę dlań przedstawił pokojowe stosunki między społecznościami, z których każda żyje według własnych przekonań, bez konieczności akceptowania obcych koncepcji kulturalnych.
Jest przeciwnikiem aborcji, eutanazji, zapłodnienia in vitro oraz legalizacji związków homoseksualnych. Podkreśla chrześcijańskie korzenie kultury europejskiej i twierdzi, że w ich duchu powinna kształtować się duchowość i moralność współczesnych Europejczyków.
W 2010 patriarcha Cyryl skrytykował rozwarstwienie społeczne współczesnej Rosji i stwierdził, iż obojętność Kościoła na analogiczny problem w Rosji carskiej była jedną z przyczyn ataku nań w Rosji Radzieckiej.
9 kwietnia 2011, komentując wyrażaną pod adresem Rosyjskiego Kościoła Prawosławnego krytykę (wyrażaną szczególnie przez rosyjskich liberałów), patriarcha stwierdził, iż jest ona efektem aktywności Cerkwi na różnych polach społecznych.

### Głoszenie moralności prawosławnej
Jako jedno ze swoich głównych zadań jako patriarchy Cyryl określił:

cerkiewne głoszenie duchowno-moralnych ideałów dostosowanych do realiów współczesnego życia

Patriarcha podkreślał, iż w jego ocenie charakter słowa bożego jest współcześnie przyćmiony przez ideologie stworzone przez człowieka, co ocenia zdecydowanie negatywnie. Twierdził również, iż zadaniem Cerkwi jest wzmocnienie jej pozycji społecznej i upowszechnienie głoszonej przez nią etyki, wbrew dokonującej się w XX w. marginalizacji religii w ZSRR. Duchowny podkreślał, iż wierzy w możliwość głębokiej przemiany całej Rosji dzięki utrwaleniu się w społeczeństwie etyki prawosławnej. W lipcu 2011 stwierdził, że zadaniem Cerkwi jest zmiana postrzegania religii prawosławnej w społeczeństwie rosyjskim ze swojego rodzaju „folkloru” na realny światopoglądowy punkt odniesienia większości obywateli.
Cyryl kilkakrotnie twierdził, iż istnieje związek między moralną postawą człowieka a katastrofami naturalnymi oraz awariami zbudowanych przez człowieka urządzeń (np. katastrofa w Czarnobylu). Zdaniem patriarchy nie ma sensu wstrzymywanie postępu technologicznego, człowiek musi natomiast nauczyć się korzystać z dóbr naturalnych w mądry sposób, zaś zagrożenia wynikające z rozwoju cywilizacji mogą być niwelowane przez siłę wiary. W lipcu 2011, nawiązując do zatonięcia statku wycieczkowego „Bułgarija” w Tatarstanie na Wołdze oraz do katastrofy lotniczej w Pietrozawodsku stwierdził, iż wydarzenia te pokazują niski poziom moralny społeczeństwa: zdaniem patriarchy doszło do nich, gdyż właściciele będących w złym stanie technicznym urządzeń dopuścili do ich dalszej eksploatacji dla uzyskania korzyści materialnych.
We wrześniu 2011, w czasie wizyty w eparchii magadańskiej, patriarcha nazwał Kołymę „rosyjską Golgotą”. Stwierdził, że Związek Radziecki musiał upaść, gdyż był państwem bez Boga; z tego powodu żadne czynniki ekonomiczne, polityczne i społeczne nie przełożyły się na realizację deklarowanego celu – szczęśliwego życia obywateli. Podkreślił, że pamięć o zbrodniach dokonanych w ZSRR powinna budzić refleksję nad skutkami życia bez wiary. W grudniu 2011 patriarcha stwierdził, że jeśli nie dojdzie do wewnętrznej przemiany człowieka, Rosja stale będzie w kryzysie. W styczniu 2012 stwierdził, że wychowanie młodego pokolenia w duchu moralności jest kluczowym problemem państwa rosyjskiego. W październiku 2013 stwierdził, że pozytywne przemiany w państwie oraz w życiu każdego człowieka zależą od jego rozwoju duchowego.

### Relacje państwa i Kościoła

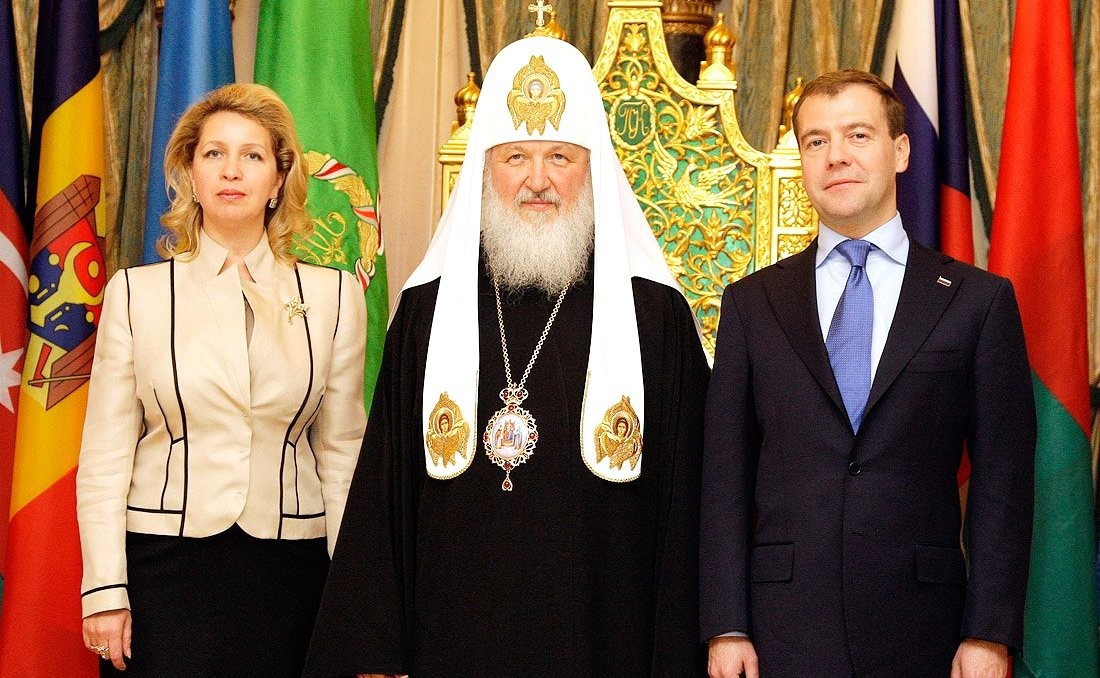
Patriarcha Cyryl z prezydentem Federacji Rosyjskiej Dmitrijem Miedwiediewem i jego żoną Swietłaną

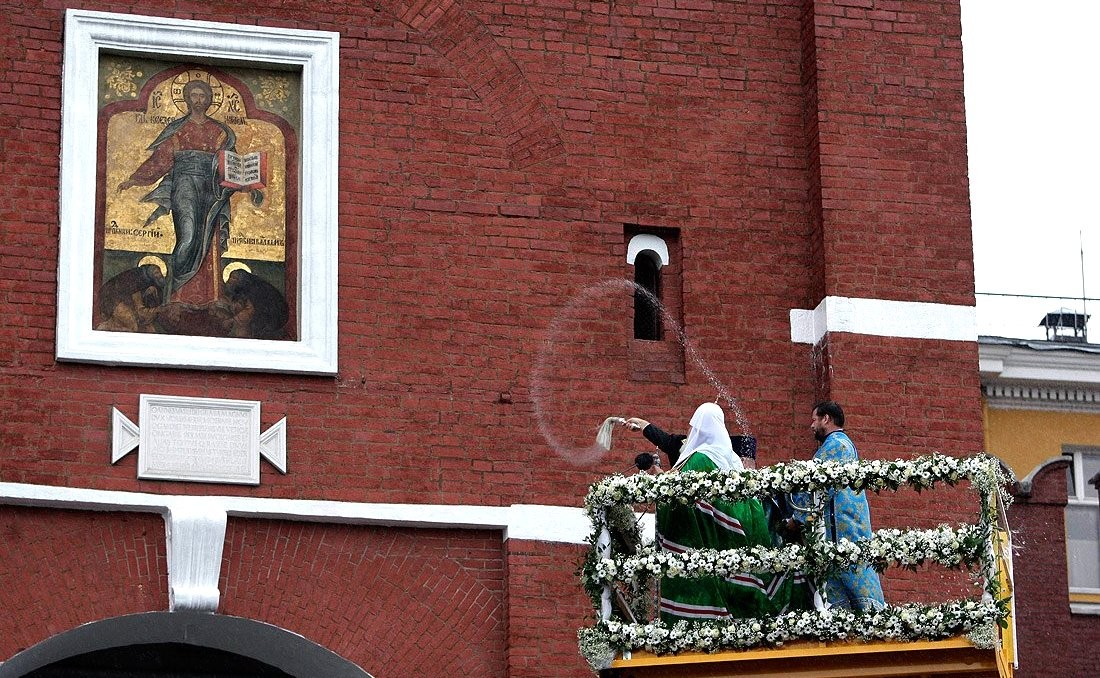
Patriarcha dokonuje ponownego poświęcenia ikon na basztach Kremla moskiewskiego

W dniu objęcia tronu patriarszego Cyryl wygłosił przemówienie, w którym opowiadał się za współpracą państwa i Kościoła na zasadach symfonii. Uważany jest przy tym za zwolennika niezależności Kościoła od polityki państwowej.
Cyryl wzywał do budowy społeczeństwa rosyjskiego opartego na wartościach chrześcijańskich i oparciu się na normach moralnych w procesie modernizacji państwa, czy wręcz opracowania katalogu podstawowych wartości, na których wszystkie partie polityczne powinny obowiązkowo opierać działalność. Czynny udział Kościoła w życiu społecznym uważa za uzasadniony wobec faktu, iż we współczesnym świecie jego zdaniem grzech występuje z niespotykaną dotąd siłą. Twierdzi jednak również, iż sam Kościół nie powinien stanowić siły politycznej. Jego zadania w 2010 definiował następująco:

Rosyjska Cerkiew nie zabiega o status Kościoła państwowego. Cerkiew, będąc oddzielona od państwa, nie jest jednak oddzielona od społeczeństwa. Nie może więc nie poczuwać się do odpowiedzialności za duchowy stan narodu

W lipcu 2011 patriarcha stwierdził, że odrodzenie Rosji i jej dobrobyt będą zależały od tego, na ile obywatele kraju będą utożsamiali się z ideałami głoszonymi przez Cerkiew, a nie tylko dążyli do bogacenia się.
W 2010 wysoko ocenił działalność Władimira Putina jako premiera Federacji Rosyjskiej, zaś w 2012 – jego udział w rozwiązaniu kryzysu w Rosji w latach 90. XX wieku. W maju 2011 zadeklarował, iż Rosyjski Kościół Prawosławny nie będzie udzielał poparcia żadnej partii politycznej.
Jest zwolennikiem nauczania religii w szkołach. Wypowiadał się przeciwko ślubom cywilnym.
W 2011 patriarcha skrytykował radziecką interwencję w Afganistanie w 1979. Poparł inwazję Rosji na Ukrainę, uzasadniając ją m.in. walką z tęczową zgnilizną.

### Zaangażowanie w ruch ekumeniczny
Jako metropolita, a następnie w pierwszych latach patriarchatu uważany był za teologa liberalnego w kwestii relacji międzykościelnych, przychylnie nastawionego do idei ekumenizmu. Jako biskup i metropolita opowiadał się za prowadzeniem dialogu ekumenicznego, w szczególności prawosławno-katolickiego. Twierdził, iż dwa centra chrześcijaństwa we współczesnej Europie stanowią Moskwa oraz Watykan. Komentując stan dialogu prawosławno-katolickiego, Cyryl podkreślił, iż od 1980 prowadzony jest systematyczny dialog teologiczny ukierunkowany na wyjaśnienie problemów dzielących obydwa wyznania, nie jest jednak możliwe natychmiastowe ich rozwiązanie.
Wzywał wszystkich chrześcijan do współpracy w głoszeniu swojej wiary. W styczniu 2010 wyraził także nadzieję na pełne przywrócenie widzialnej jedności Kościoła. Natomiast w listopadzie 2010 duchowny stwierdził, iż mimo wszelkich trudności we wzajemnych relacjach Kościoły katolicki i prawosławny wspólnie bronią tradycyjnych wartości, m.in. modelu rodziny, przeciw „agresywnemu świeckiemu liberalizmowi” oraz sprzeciwiają się eksperymentom biologiczno-medycznym sprzecznym z godnością człowieka.
Krytyczniej patriarcha odnosił się do Kościołów tradycji protestanckiej. Wyrażał „niepokój” wobec wyrażanej przez część z nich zgody na zawieranie małżeństw jednopłciowych i ordynacje homoseksualistów. Podkreślał przy tym, iż Kościoły protestanckie nie są w swoich poglądach jednorodne.
12 lutego 2016 patriarcha Cyryl jako pierwszy w historii patriarcha moskiewski i całej Rusi spotkał się ze zwierzchnikiem Kościoła katolickiego – papieżem Franciszkiem, gdzie punktem kulminacyjnym tego spotkania było podpisanie wspólnej katolicko-prawosławnej deklaracji.

### Koncepcja Świętej Rusi

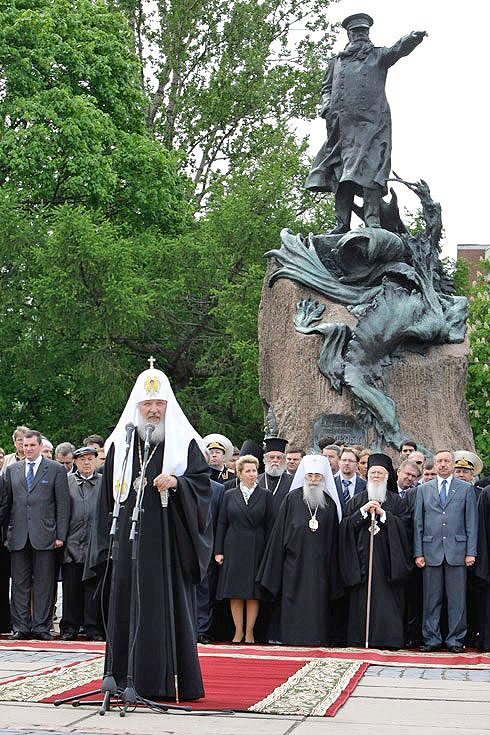
Patriarcha Cyryl przemawia do żołnierzy w Kronsztadzie. Na dalszym planie metropolita petersburski Włodzimierz (Kotlarow) oraz przebywający z wizytą w Rosji patriarcha Konstantynopola Bartłomiej

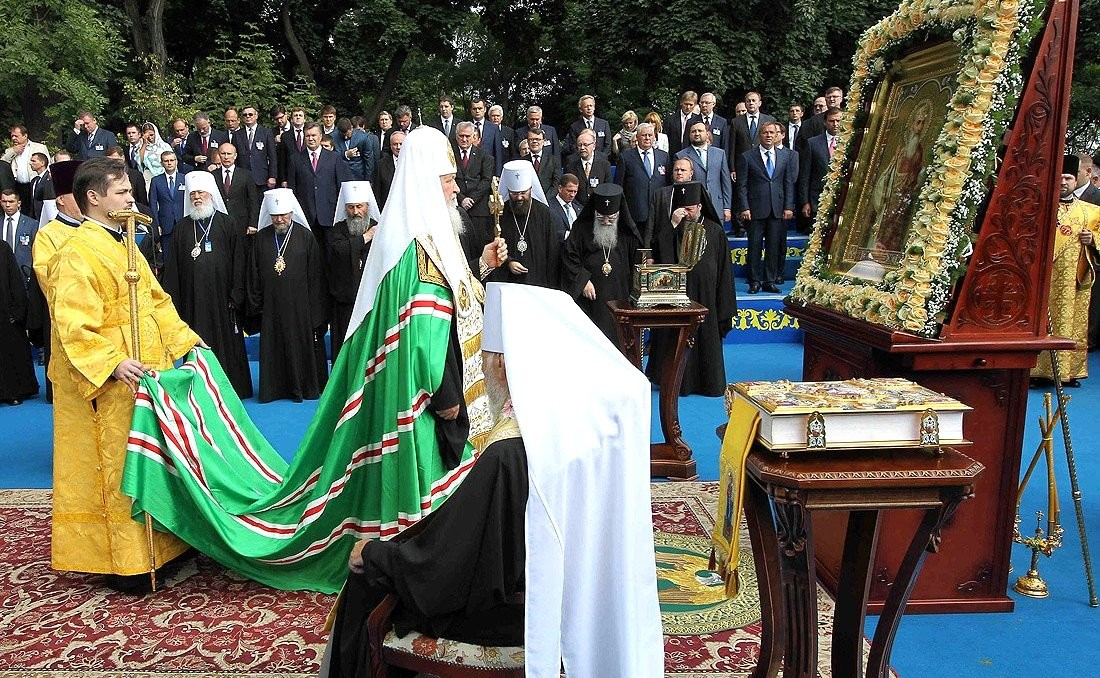
Molebień na Górce Włodzimierza w Kijowie w czasie uroczystych obchodów 1025. rocznicy chrztu Rusi

Patriarcha Cyryl w wystąpieniach publicznych wielokrotnie nawiązywał do idei Świętej Rusi. Twierdzi, iż współcześnie tworzą ją państwa Rosja, Białoruś i Ukraina, co stanowi również podstawę dla nietworzenia na terenie dwóch ostatnich wymienionych krajów autokefalicznych Kościołów prawosławnych. W czasie wizyty na Ukrainie z okazji 1020. rocznicy chrztu Rusi Kijowskiej metropolita Cyryl stwierdził w publicznym wystąpieniu, iż:

Rosja, Ukraina i Białoruś to Święta Ruś. Święta Ruś to ideał miłości, dobra i prawdy. Święta Ruś to piękno, Święta Ruś to siła i my razem z wami stanowimy jedną Świętą Ruś.

Również bezpośrednio po objęciu urzędu patriarchy Cyryl stwierdził, iż jego zadaniem jako patriarchy jest dbałość o zachowanie całości terenu kanonicznego Rosyjskiego Kościoła Prawosławnego, w tym utrwalenie duchowej jedności między narodami zamieszkującymi na jego terenie. Tym samym wykluczył możliwość powstawania nowych Kościołów autokefalicznych w krajach powstałych po rozpadzie ZSRR. W 2009 w czasie wizyty na Białorusi podkreślał, że jako patriarcha moskiewski i całej Rusi nie jest jedynie zwierzchnikiem prawosławnych administratur w Federacji Rosyjskiej. Deklarował ponadto, iż narody rosyjski i białoruski są trwale złączone poprzez wspólne wartości.
Jeszcze przed wyborem na zwierzchnika Rosyjskiego Kościoła Prawosławnego Cyryl był określany jako zwolennik „prawosławnego imperium panrosyjskiego”. Hierarcha wielokrotnie nawiązywał również do idei „Moskwy – Trzeciego Rzymu”, uważa Patriarchat Moskiewski za kontynuatora tradycji bizantyjskich oraz popiera koncepcję terenu kanonicznego w kontekście Patriarchatu Moskiewskiego. Z tych też powodów wypowiadając się jako przewodniczący Wydziału Zewnętrznych Stosunków Cerkiewnych wielokrotnie zarzucał Kościołowi katolickiemu prowadzenie polityki prozelityzmu wobec prawosławnych mieszkańców ziem byłego ZSRR. Równocześnie określał siłową likwidację Kościoła greckokatolickiego w ZSRR jako działanie legalne i ważne kanonicznie. Protestował również przeciwko udziałowi Patriarchatu Konstantynopolitańskiego w działaniach na rzecz przywrócenia jedności Kościoła prawosławnego na Ukrainie. Prowadził natomiast nieudane rozmowy ze zwierzchnikiem Ukraińskiego Autokefalicznego Kościoła Prawosławnego metropolitą Metodym (Kudriakowem) w kwestii ewentualnego wejścia kierowanych przez niego struktur do Patriarchatu Moskiewskiego na prawach szerokiej autonomii.
Jeszcze przed wyborem na patriarchę Cyryl (Gundiajew) wzywał do jedności między narodem rosyjskim, państwem rosyjskim i Rosyjskim Kościołem Prawosławnym w celu uczynienia z Rosji jednego z centrów globalizacji i cywilizacji „słowiańsko-prawosławnej”. Opowiada się za zachowaniem języka cerkiewnosłowiańskiego jako liturgicznego w Rosyjskim Kościele Prawosławnym, argumentując, że współczesny język rosyjski nie oddaje w pełni sensu tekstu cerkiewnosłowiańskiego.
Cyryl nie zrezygnował z koncepcji jedności narodów wschodniosłowiańskich także po inwazji Rosji na Ukrainę w 2022 r. - w Wielkanoc 2023 r. określił całość ziem rosyjskich, ukraińskich i białoruskich jako jedną ziemię rosyjską (ruską), a wojnę między Rosjanami i Ukraińcami jako spór wewnętrzny. 

## Krytyka
Od wielu lat poważnym krytykiem patriarchy jest rosyjski teolog Andriej Kurajew, którego Cyryl I koniec końców zmusił do emigracji. 

## Publikacje

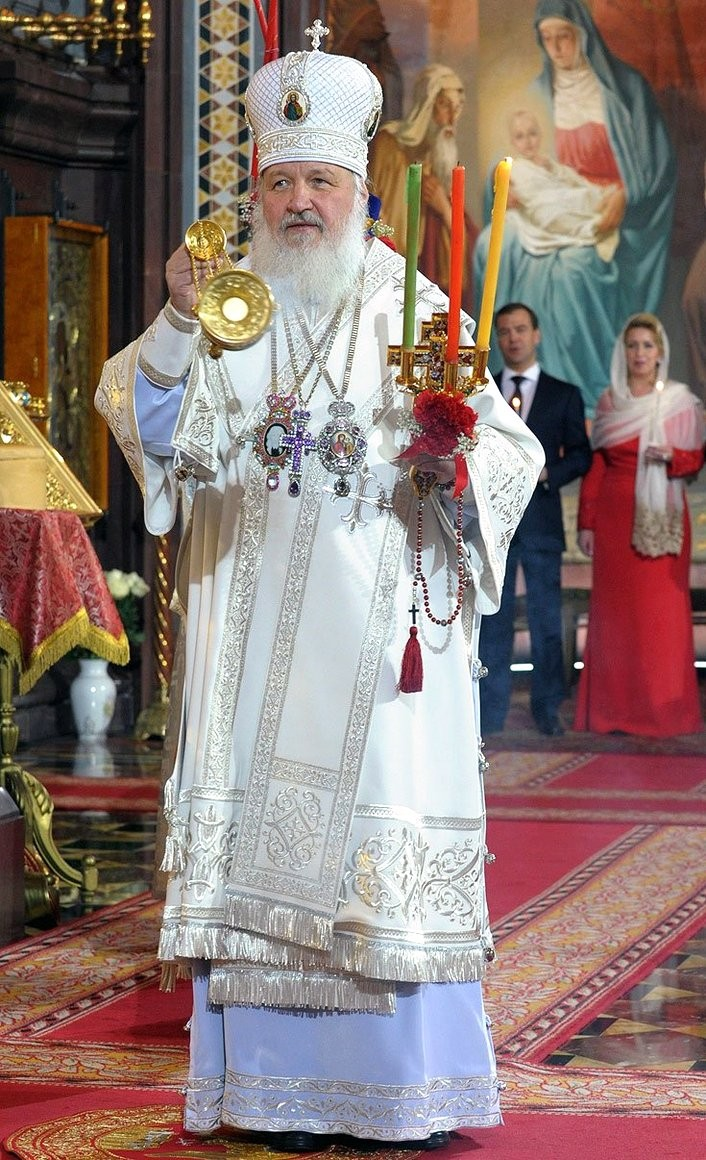
Patriarcha w czasie Liturgii paschalnej, 2011

Cyryl (Gundiajew) jest autorem następujących publikacji:
- Stanowlenije i razwitije cerkownoj jerarchii i uczenije Prawosławnoj Cerkwi o jejo błagodatnom charaktierie, Leningrad 1971
- Wyzowy sowriemiennoj ciwilizacii. Kak otwieczajet na nich Prawosławnaja Cerkow', Moskwa 2002
- Słowo Pastyria. Bog i czełowiek. Istorija spasienija, Moskwa 2004
- L’Evangile et la liberté. Les valeurs de la Tradition dans la société laïque, Paris 2006
- Swoboda i otwiestwiennost’: w poiskach garmonii, Moskwa 2008 (tłumaczenie polskie: Wolność i odpowiedzialność. W poszukiwaniu harmonii, Warszawa 2010)
- Cerkow’ prizywajet k jedinstwu, Mińsk 2010
- Propowiedi 2009–2010, Siergijew Posad 2010
- Tajna pokajanija. Wielikopostnyje propowiedi (2001–2010), Moskwa 2011[165]

oraz 1580 innych publikacji, w tym prasowych.

## Odznaczenia

### Kościelne
Patriarcha Cyryl posiada m.in. następujące odznaczenia cerkiewne:
- Order Świętego Równego Apostołom Księcia Włodzimierza II stopnia,
- Order Świętego Aleksego, Metropolity Moskiewskiego,
- Order Świętego Księcia Daniela Moskiewskiego I i II stopnia,
- Order Świętego Sergiusza z Radoneża I i II stopnia,
- Order Świętego Innocentego, Metropolity Moskiewskiego II stopnia.

### Świeckie
- Order Świętego Andrzeja (2021)[166]
- Order Przyjaźni Narodów (1988)[6]
- Order Przyjaźni[167]
- Order Za Zasługi dla Ojczyzny III klasy (2000)[168] II stopnia (2006)[169]
- Order Aleksandra Newskiego (2011)[170]
- Order Księcia Jarosława Mądrego I klasy – Ukraina (2013)[171] (pozbawiony 2024)[172][173]
- Order José Martí (2016)[174]
- Order Republiki Serbii I stopnia (2021)[175]

#### Tytuły honorowego obywatela
- obwód smoleński (2009)[176]
- obwód królewiecki (2009)[177]
- obwód kemerowski (2010)[178]

### Doktoratyhonoris causa
Tytuł doktora honoris causa nadały patriarsze Cyrylowi następujące uczelnie:
- Akademia Teologiczna w Budapeszcie (1987)
- Państwowy Uniwersytet w Perugii (2002)
- Chrześcijańska Akademia Teologiczna w Warszawie (2004)
- Rosyjski Państwowy Uniwersytet Społeczny (2005)
- Państwowy Uniwersytet Politechniczny w Petersburgu (2007)
- Kijowska Akademia Duchowna (2009)
- Instytut Teologiczny Świętych Cyryla i Metodego (Państwowy Uniwersytet Białoruski w Mińsku) (2009)
- Petersburska Akademia Duchowna (2009)
- Rosyjska Akademia Służby Państwowej przy Prezydencie Federacji Rosyjskiej (2009)
- Narodowy Uniwersytet Badań Jądrowych (2010)
- Wojskowa Akademia Wojsk Rakietowych Przeznaczenia Strategicznego im. Piotra Wielkiego (2010)
- Państwowy Uniwersytet w Pietrozawodsku (2010)
- Państwowy Uniwersytet w Erywaniu (2010)
- Odeska Narodowa Akademia Prawnicza (2010)
- Dniepropetrowski Uniwersytet Narodowy im. Ołesia Honczara (2010)
- Moskiewska Akademia Duchowna (2010)
- Państwowy Uniwersytet w Woroneżu (2011)[179]
- Uniwersytet Moskiewski (2011)[180]

Z okazji 65. urodzin hierarchy, przypadających w listopadzie 2011, powstał poświęcony mu film Put’ pastyria.